# Mysterious Traveller
| 전문가 평가                          | 전문가 평가 |
| 평가 점수                            | 평가 점수   |
| 출처                                 | 점수        |
| ------------------------------------ | ----------- |
| Allmusic                             | [ 1 ]       |
| Christgau's Record Guide             | B           |
| Sputnikmusic                         | [ 3 ]       |
| All About Jazz                       | (favorable) |
| The Rolling Stone Jazz Record Guide  | [ 5 ]       |
| The Penguin Guide to Jazz Recordings | [ 6 ]       |

《Mysterious Traveller》는 1974년 3월 24일에 발매된 미국의 재즈 퓨전 밴드 웨더 리포트의 네 번째 스튜디오 음반이다. 이 음반은 베이시스트 미로슬라브 비토우스와의 마지막 음반으로, 그는 창작적 차이로 인해 탈퇴했다. 비토우스는 알폰소 존슨으로 대체되었다. 다른 멤버로는 드러머 이스마엘 윌번이 있다. 그레그 에리코는 이전에 발매된 《Sweetnighter》와 이 음반 사이의 투어를 위한 드러머였지만, 밴드의 상임 멤버로 초대를 거절했다.

## 배경
이 음반은 일렉트릭 베이스를 주로 사용하고 펑크, R&B 그루브, 록의 자유로운 사용을 통합한 밴드 최초의 음반이다. 또한, 더 제한된 작곡 형식이 이 음반에서 분명해졌고, 처음 세 장의 음반에서 사용되었던 더 "열린 즉흥" 형식을 대체했다. 이 음반은 1974년 《다운비트》 독자들에 의해 올해의 음반으로 선정되어 웨더 리포트가 이 부문에서 두 번째 종합 우승을 차지했고, 그 과정에서 이 잡지로부터 5성급 리뷰를 받았다.
이 음반은 《빌보드》 재즈 음반 차트에서 2위, R&B 음반 차트에서 31위, 빌보드 200에서 46위로 정점을 찍었다.

## 곡 목록
| #  | 제목                 | 작곡                        | 재생 시간 |
| -- | -------------------- | --------------------------- | --------- |
| 1. | 〈Nubian Sundance〉  | 조 자비눌                   | 10:40     |
| 2. | 〈American Tango〉   | 미로슬라브 비토우스, 자비눌 | 3:40      |
| 3. | 〈Cucumber Slumber〉 | 알폰소 존슨, 자비눌         | 8:22      |

| #  | 제목                     | 작곡               | 재생 시간 |
| -- | ------------------------ | ------------------ | --------- |
| 1. | 〈Mysterious Traveller〉 | 웨인 쇼터          | 7:21      |
| 2. | 〈Blackthorn Rose〉      | 쇼터               | 5:03      |
| 3. | 〈Scarlet Woman〉        | 존슨, 쇼터, 자비눌 | 5:46      |
| 4. | 〈Jungle Book〉          | 자비눌             | 7:25      |